# Туровлянка
Туровля́нка (бел. Тураўля́нка, Туро́ўля) — река в Полоцком районе Витебской области Белоруссии, левый приток Западной Двины.

## Описание
Протяжённость реки 10 км. Бассейн реки в Полоцкой низменности. Площадь водосбора около 1000 км², 9 % от которых занимают озёра из группы Ушачских озёр. Кроме того, в бассейне Туровлянки находится река Дива.
Генеральное направление течения — восток. Высота истока — 122,9 м над уровнем моря. Высота устья — 110 м над уровнем моря. Среднегодовой расход воды в устье 6,9 м³/с, Средний наклон реки 1,3 м/км.
Река берёт начало в озере Туровля в 1,5 км к юго-западу от деревни Пукановка, впадает в Западную Двину в районе деревни Городи́ще (бел. Гарадзішча).
Гидроним Туровлянка восходит к финно-угорскому термину тур «озеро».

## Список литературы
- Ред. В. А. Змачинская. Республика Беларусь. Витебская область. Полоцкий район: карта. — Минск: Белкартография, 2012. — 5000 экз.
- Ред. С. Н. Саратова. Беларусь. Ушачско-Лепельский озёрный край: карта для рыбака. — Минск: Белкартография, 2009. — 3000 экз.